# Checkpoint Bravo
Pour les articles homonymes, voir Checkpoint et Bravo.
Le Checkpoint Bravo (« point de contrôle B », « Bravo » désignant la lettre B dans l'alphabet phonétique de l'OTAN) était l'un des postes-frontières de Berlin qui, lors de la guerre froide, permettait de franchir le mur qui divisait les secteurs Ouest de Berlin et le district de Potsdam situé en République démocratique allemande. 
Appelé en allemand : Grenzübergangsstelle Dreilinden/Drewitz, c'est-à-dire « Point de contrôle de Dreilinden/Drewitz », il était situé sur le parcours de la Bundesautobahn 115 actuelle, à l'est de Potsdam. Les postes de contrôle étant situés respectivement dans la forêt de Dreilinden appartenant au quartier berlinois de Nikolassee (en secteur américain) et la localité est-allemande de Drewitz (relocalisé sur le territoire communal de Kleinmachnow en 1969).

## Historique

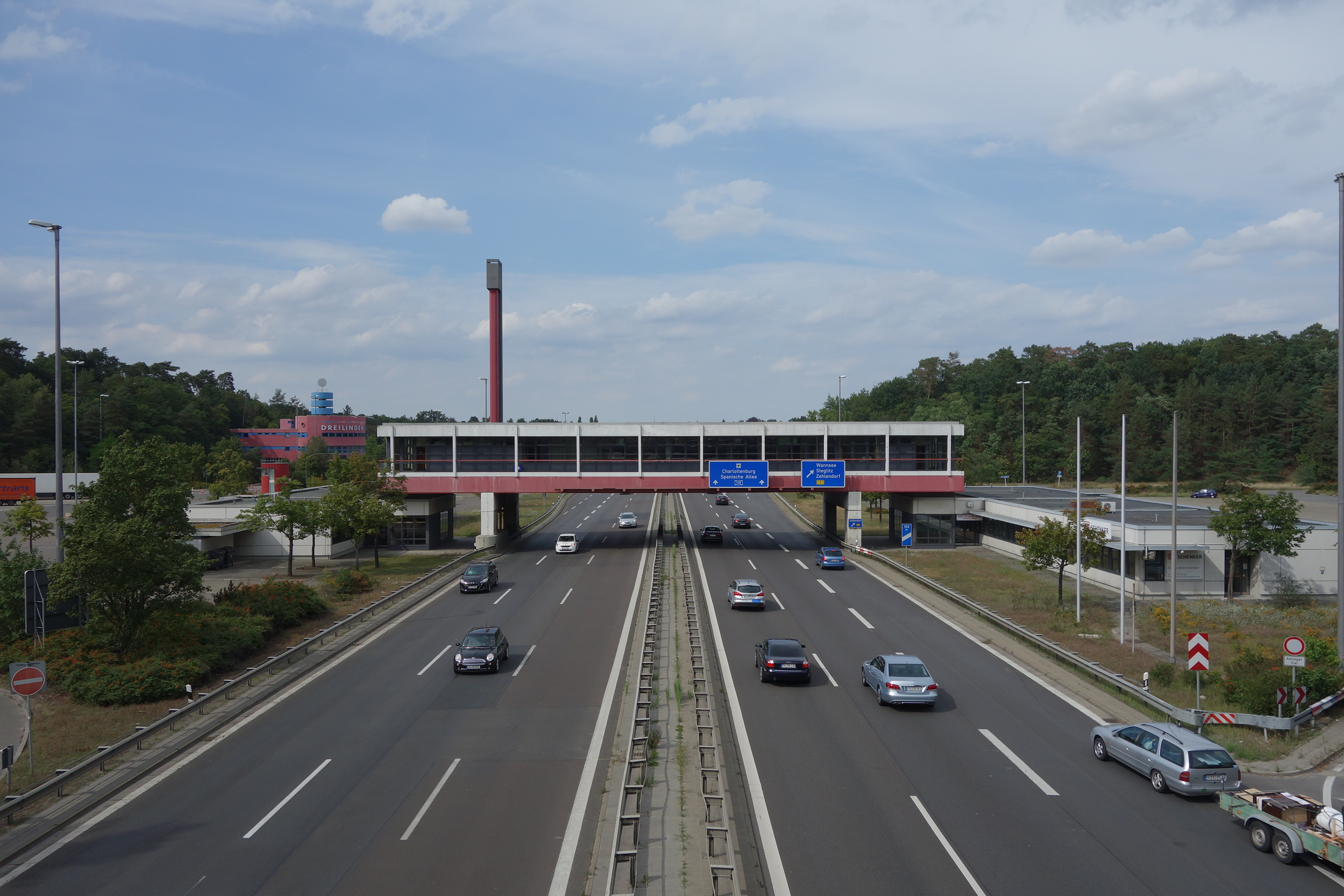
Le portique de l'ancien Checkpoint Bravo à Berlin-Dreilinden, photographié de la Bundesautobahn 115, vue du sud.

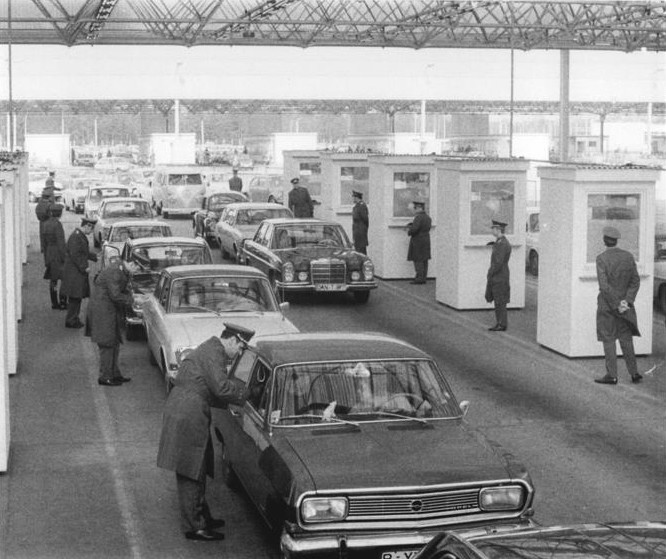
Bouchon au poste de contrôle est-allemand de Drewitz en mars 1972 après l'assouplissement des restrictions concernant les voyages temporaires vers la RDA.

Après l'effondrement du Troisième Reich en 1945, l'Allemagne est devenue un pays occupé. Les quatre zones d'occupation qui se répartirent sur le territoire allemand, y compris sur sa capitale Berlin, se regroupent bientôt en deux blocs antagonistes : l'Est sous occupation soviétique devient la République démocratique allemande (RDA), tandis que l'Ouest sous occupation britannique, française et américaine se constitue en République fédérale d'Allemagne (RFA).
Les différents « points de contrôle » (Checkpoint en anglais) établis entre les zones occidentales et orientales ont reçu les noms de code :
- Alpha : entre Helmstedt (Basse-Saxe, RFA) et Marienborn (Saxe-Anhalt, RDA) pour la Bundesautobahn 2 ;
- Bravo ;
- Charlie : entre Berlin-Ouest (RFA) et Berlin-Est (RDA), sur la Friedrichstraße.

Il fut très rapidement le point de contrôle le plus fréquenté pour les personnes venant de RFA par l'autoroute et désirant pénétrer à Berlin-Ouest, ceci du fait qu'il était le plus proche de l'Allemagne de l'Ouest et donc le plus rapidement accessible.
Jusqu'en 1969, le tracé de l'autoroute à l'approche immédiat de Berlin-Ouest était différent de ce qu'il est actuellement. En effet, à cette époque, celle-ci bifurquait vers le nord environ 3,5 km avant le passage de la frontière, obligeant la traversée d'une portion du territoire ouest-berlinois sur 300 mètres, la localité d'Albrechts Teerofen, qui longe une partie de la rive sud du canal Teltow. Ainsi, elle aboutissait à l'ouest du village de Dreilinden, situé également sur la commune de Kleinmachnow, qu'elle contournait par le nord. L'autoroute longeait alors la frontière dont elle était séparée d'une distance de 100 à 175 mètres, sur environ 2 km, jusqu'au poste-frontière de Drewitz à partir duquel l'entrée sur le territoire berlinois s'effectuait.
On déplaça alors l'autoroute vers le sud de Dreilinden, c'est-à-dire suffisamment loin de la frontière permettant ainsi d'éviter un voisinage trop prolongé entre les deux secteurs.